# Casagolda
Casagolda és una masia situada al municipi de Castellar de la Ribera, a la comarca catalana del Solsonès.